# Карпюк Тарас Юрійович
Тарас Юрійович Карпюк (1984—2022) — громадський активіст, учасник АТО на сході України та російсько-української війни; сапер диверсійно-розвідувальної групи добровольчого батальйону «Братство» Дмитра Корчинського, яка діяла у складі спецпідрозділу Тимура ГУР МО України.

## Життєпис
Народився 30 серпня 1984 року.
Закінчив факультет соціології та права Національного технічного університету України «Київський політехнічний інститут».
Громадський активіст, брав участь у різноманітних акціях. 
25 січня 2013 року затриманий разом із Максимом Михайловим у Невинномиську; заарештований на 15 діб за спробу участі в акції протесту проти кремлівської влади на Кубані. 
Учасник Революції гідності. 18 лютого 2014 року був поранений в ноги на Майдані[джерело?]. 
З початком агресії Росії проти України на Донбасі, одразу пішов добровольцем на фронт. У складі добровольчого батальйону «Азов» брав участь у визволенні Маріуполя. У серпні 2014 року брав участь у боях під Іловайськом, де отримав поранення. Після цього довго лікувався. 
З початком російського вторгнення в Україну в 2022 році у складі добровольчого батальйону «Братство» був учасником боїв за визволення Київщини, Харківщини, Миколаївщини.
Загинув 25 грудня 2022 року під час виконання бойового завдання на території Брянської області Російської Федерації разом зі своїми побратимами Юрієм Горовцем, Максимом Михайловим  і Богданом Ляговим. За попередньою інформацією група загинула, натрапивши в транспортному засобі на мінне поле. За іншою інформацією група загинула під час бою. За повідомленням ГУР: "Непийпиво, Святоша, Тарасій та Аполлон відмовились здатись в полон російським військам, зайняли кругову і героїчно прийняли останній бій 25 грудня 2022 року.  ГУР МО України: "Непийпиво. Тарасій. Святоша. Аполлон — розвідники, які серед перших перенесли війну на територію ворога. Їхні історії та внесок у спільну справу боротьби за Україну залишиться дороговказом для усіх наступних поколінь захисників нашої свободи й державності так само, як гасло холодноярців та вояків УПА — “Воля України або смерть”. 25 грудня 2022 року диверсійна група Непийпива, Тарасія, Святоші та Аполлона здійснювала глибинний рейд з таємним завданням на підконтрольній ворогу території. Зіткнувшись з російськими військами, четверо розвідників відмовились здаватись в полон і прийняли останній бій. Вічна слава і честь розвідникам, полеглим на війні за волю української нації!".
22 лютого 2023 року батальйон «Братство» повідомив про повернення в Україну тіл чотирьох бійців, які загинули на ворожій території.
7 березня 2023 року в Києві в Михайлівському Золотоверхому соборі відбулося відспівування загиблих; після цього — прощання на Майдані Незалежності. Похований на Алеї Слави Лук'янівського кладовища.

## Вшанування пам'яті
30 грудня 2022 року на офіційному інтернет-представництві Президента України оприлюднена петиція № 22/174768-еп «Щодо присвоєння почесного звання Герой України посмертно учасникам української диверсійно-розвідувальної групи Максиму Михайлову, Юрію Горовцю, Тарасу Карпюку та Богдану Лягову». 29 січня 2023 року під петицією зібрано більше 25000 голосів, необхідних для розгляду. 22 лютого 2023 року петиція була підтримана Президентом України Володимиром Зеленським, який  звернувся до Прем'єр-міністра України Дениса Шмигаля з проханням комплексно опрацювати порушене питання, про результати поінформувати Президента та автора петиції.

#### В літературі
Героям батальйону «Братство» — Юрію Горовцю (Святоші), Максиму Михайлову (Непийпиво), Тарасу Карпюку (Тарасію) та Богдану Лягову (Аполлону), присвячені вірші тощо.